# Mutation
En mutation er en ændring i en celles arvemateriale (DNA). Mutationer kan have mange årsager, som kaldes mutagener, og indgår som en brik i evolutionen. En mutation kan både være en fordel og en ulempe for individet. I tilfælde, hvor mutationen er en fordel, vil den ofte føre til at overlevelsen af det muterede individs efterkommere, har større overlevelse end originalformen (se naturlig selektion), dette kan føre til fremkomst af nye arter. Hvor mutationen er en ulempe, vil individet have mindre afkom og mutationen vil i mange tilfælde uddø.
Der findes en række forskellige variationer, der kan forekomme i kromosomerne. Der er tale om mutationer i kromosomerne, der kan have en synlig/mærkbar effekt, men også småmutationer, der ikke nødvendigvis ændrer noget ved det pågældende individ. De værste mutationer er de letale mutationer, der er mutationer som fører til død. Dette kan både være mutationer, der sker så tidligt i fosterstadiet at barnet ikke bliver født, men også mutationer, der fører til en dødelig sygdom.

## Somatisk mutation
Når mutationer opstår i kroppens celler, kaldes det for somatiske mutationer. Sådan en mutation kan ikke nedarves, men kan give anledning til en klon af celler. Normalt har menneskekroppen kraftige reparationsmekanismer der hindrer at kroppen bliver til en cellemosaik.

## Mutationstyper
Der findes mange typer af mutationer, derfor inddeles de alt efter hvad ændringen er i DNA’et. Disse ændringer kan variere fra enkelte ændringer i nukleinsyre til duplikationer af store stykker DNA.

### Substitution
En nukleinsyre erstattes med en anden nukleinsyre. Dette kan resultere i nonsensmutation, tavs mutation eller en missense-mutation.

### Deletion
Et stykke DNA slettes, dette stykke kan være én eller flere nukleinsyrer. Som DNA koder i tripletter (se codon) kan en deletion hvori et antal af nukleinsyrer der ikke er et multipla af tre {\displaystyle (3,6,9,12,...)} resultere i en frameshift-mutation.

### Insertion
Et indsat DNA-stykke, der omfatter fire basepar, forsyldes hele læserammen for den efterfølgende del af genet, når det indsatte DNA-stykke består af et antal nuleotider, der er ikke deleligt med tre. Denne type mutation kaldes derfor en frameshift-mutation, som skylder Tay Sach's sygdom.

### Duplikation
Et stykke DNA bliver kopieret en eller flere gange, hvilket kan ændre funktionen af proteinet.